# Chongwen

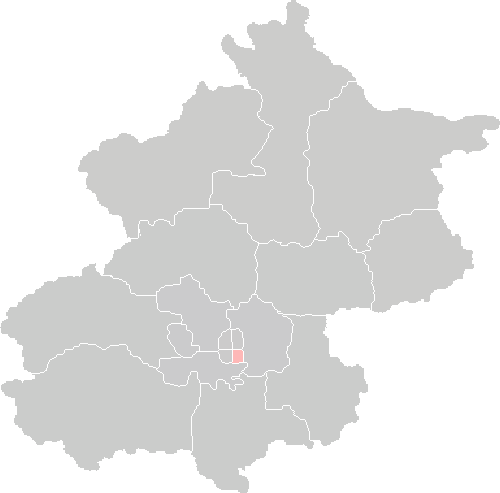
Chongwen

Chongwen (chin. upr.: 崇文区; chin. trad.: 崇文區; pinyin: Chóngwén Qū) – dawna dzielnica Pekinu położona w południowo-wschodniej części centrum miasta (Plac Niebiańskiego Spokoju), pomiędzy Yongdingmen i Zhengyangmen. Zajmowała 16,46 km². Chongwen została włączona do dzielnicy Dongcheng w lipcu 2010 roku.